# レッド・ペッリーニ
レッド・ペッリーニもしくはレッド・ペリーニ（Red Pellini、本名ファビアーノ・ペッリーニ Fabiano Pellini、ローマ 1964年8月5日 - ）はイタリアの音楽家。クラシックジャズを専門とするサクソフォーン奏者で、オーケストラ指揮者、映画音楽を手がける作曲・編曲者でもある。
1986年ローマにあるサンタ・チェチーリア音楽院クラリネット科を卒業後、クラシックジャズをトニー・スコットに師事する。イタリアおよびヨーロッパにおける、ビックス・バイダーベックの楽曲とホワイトジャズミュージックの重要な演奏者の一人となる。映画およびテレビ向けのサウンド・トラックの作曲も手がける。これまでに、トニー・スコット、カルロ・ロッフレード、レンツォ・アルボーレ、ロマーノ・ムッソリーニ、ボブ・ウィルバー、リーノ・パトルーノ他、多数の世界的著名人と活動を共にしてきた。